# Stercorarius chilensis
Stercorarius chilensis е вид птица от семейство Stercorariidae.

## Разпространение
Видът е разпространен в Аржентина, Перу и Чили.